# Norman Kleiss
Norman Jack „Dusty” Kleiss (ur. 7 marca 1916, zm. 22 kwietnia 2016) – amerykański pilot marynarki, eskadry uderzeniowej VB-6 lotniskowca USS „Enterprise” (CV-6).
Uczestnik m.in. bitwy pod Midway, w trakcie której pilotując bombowiec nurkujący SBD-3 Dauntless ciężko uszkodził japoński lotniskowiec „Kaga” co doprowadziło do jego wyłączenia z walki a następnie zatopienia. Tego samego dnia – 4 czerwca 1942 roku – Norman Kleiss trafił kolejny japoński lotniskowiec „Hiryū”, który również nieodwracalnie uszkodził, doprowadzając do jego zatonięcia. Dwa dni później, 6 czerwca, pilotowany przez Kleissa SBD zbombardował ciężki krążownik „Mikuma”, walnie przyczyniając się do zatopienia również tej jednostki. Norman Jack „Dusty” Kleiss został w ten sposób jedynym po obu stronach konfliktu pilotem, który w jednej bitwie trafił trzy różne jednostki doprowadzając do ich zatopienia. Za heroizm wojenny, został odznaczony Navy Cross – najwyższym po Medal of Honor amerykańskim odznaczeniem wojennym – oraz Distinguished Flying Cross
Zmarł w 2016 roku, jako ostatni pilot bombowców nurkujących biorących udział w bitwie pod Midway.